# Palazzo Ducale (Urbino)
| Imagem: Centro Histórico de Urbino | Palazzo Ducale (Urbino) está incluído no sítio "Centro Histórico de Urbino", Património Mundial da UNESCO. |  |

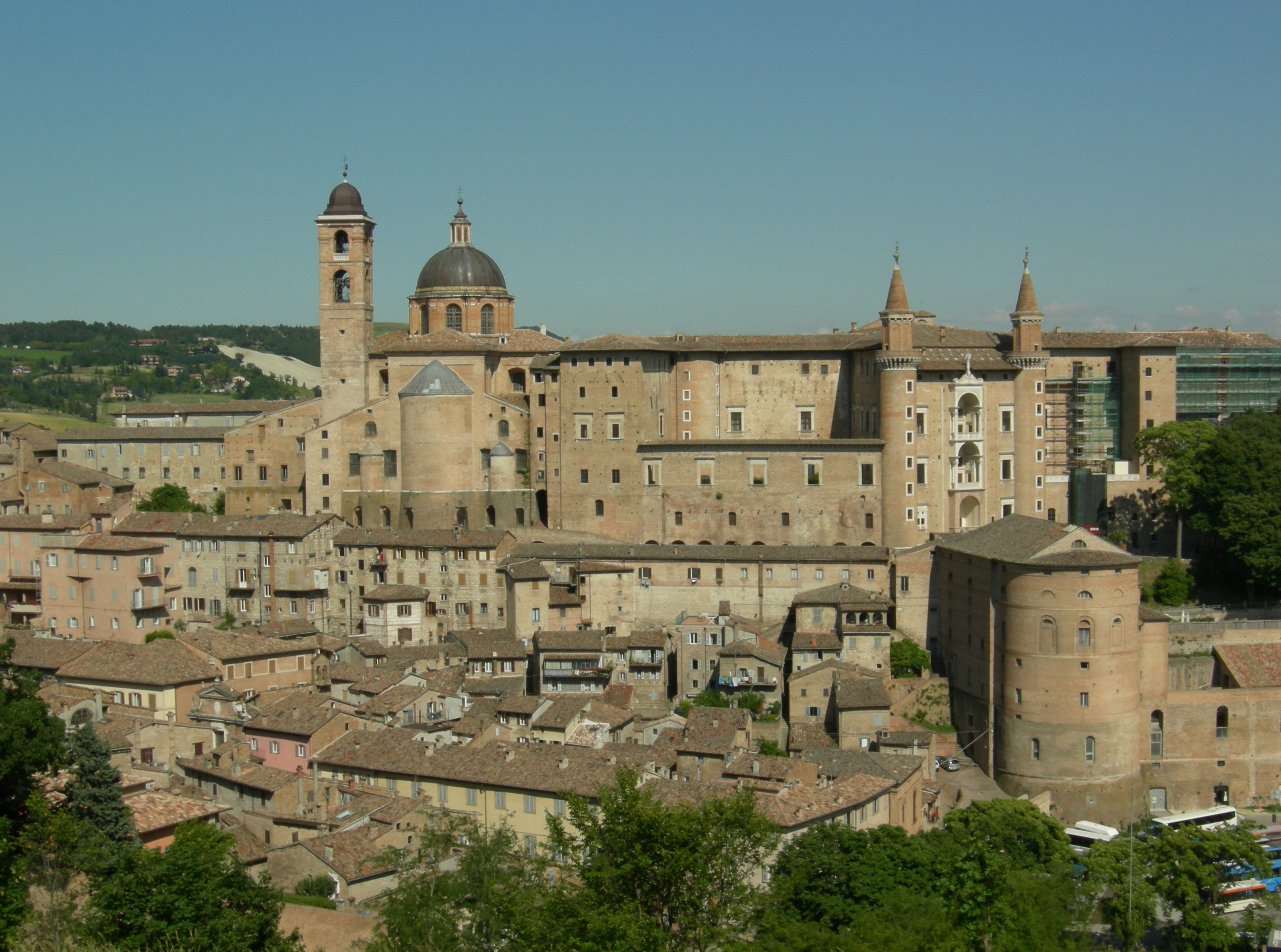
O Palazzo Ducale e a catedral dominando a cidade de Urbino

O Palazzo Ducale de Urbino (Palácio Ducal de Urbino) é um palácio italiano, situado ao lado da catedral daquela cidade da Província de Pesaro e Urbino, na região das Marcas. Constitui um dos mais interessantes exemplos arquitectónicos e artísticos de todo o Renascimento italiano, sendo actualmente sede da Galleria Nazionale delle Marche (Galeria Nacional das Marcas).
O palácio está classificado como Património Mundial da Humanidade pela UNESCO, desde 1998, integrado no sítio Centro Histórico de Urbino.

## História

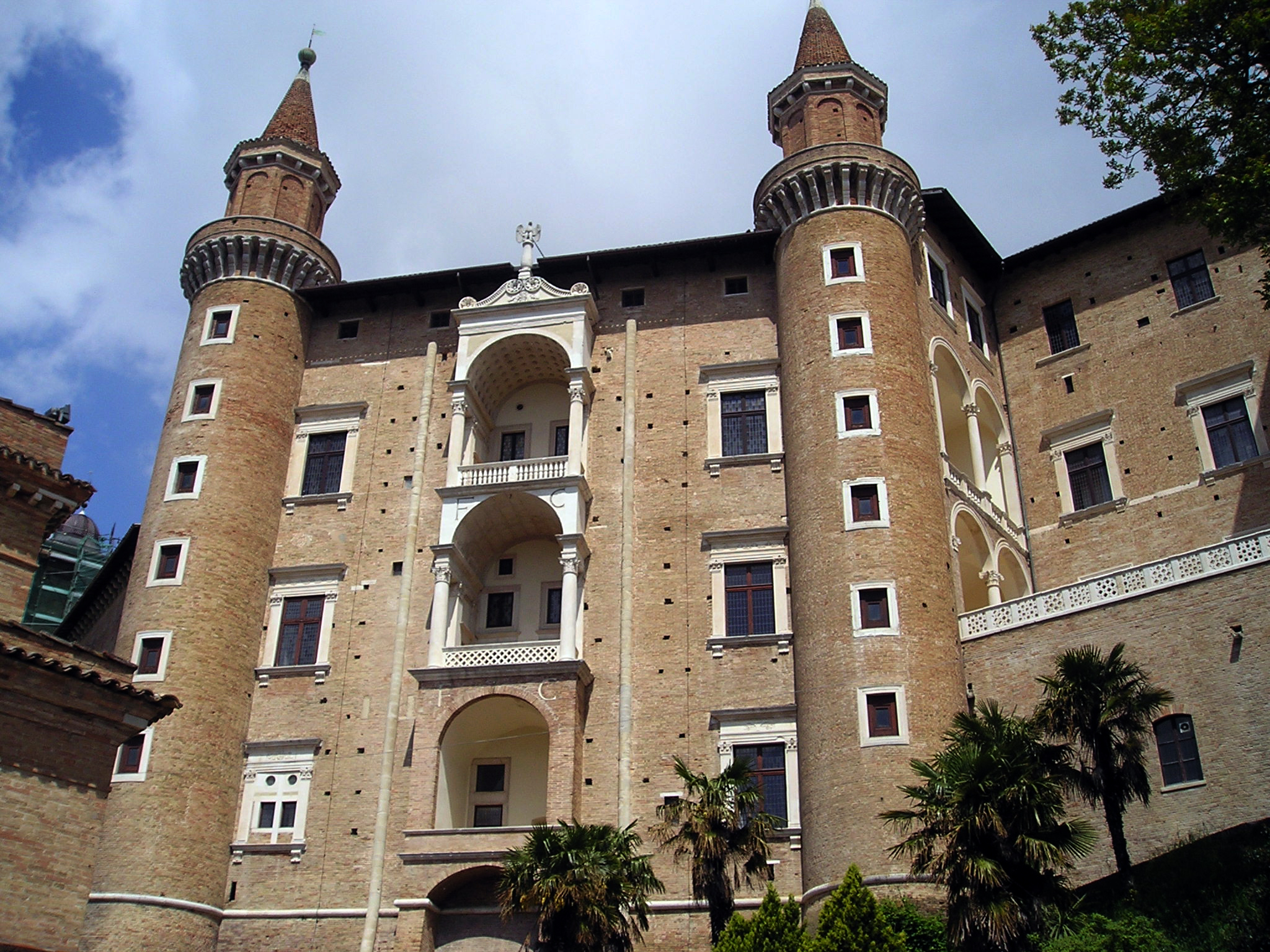
Fachada do Palazzo Ducale

A construção do Palazzo Ducale foi começada para o Duque Federico da Montefeltro, em meados do século XV, pelo florentino Maso di Bartolomeo. A nova estrutura incluiu o preexistente Palazzo della Jole. Luciano Laurana, um arquitecto da Dalmácia que havia sido influenciado pelos claustros de Brunelleschi em Florença, desenhou a fachada, imponente pela presença das duas torres (os Torricini), o famoso pátio e a grande escadaria de entrada. O luminoso e nobre pátio arcado de Laurana em Urbino rivaliza com o do Palazzo della Cancelleria em Roma como o mais refinado do Renascimento. Superando as exigências do local acidentado, que tornou necessária uma massa arquitectónica irregular, Laurana criou, a partir da década de 1460, o que os contemporâneos consideraram a residência principesca ideal.

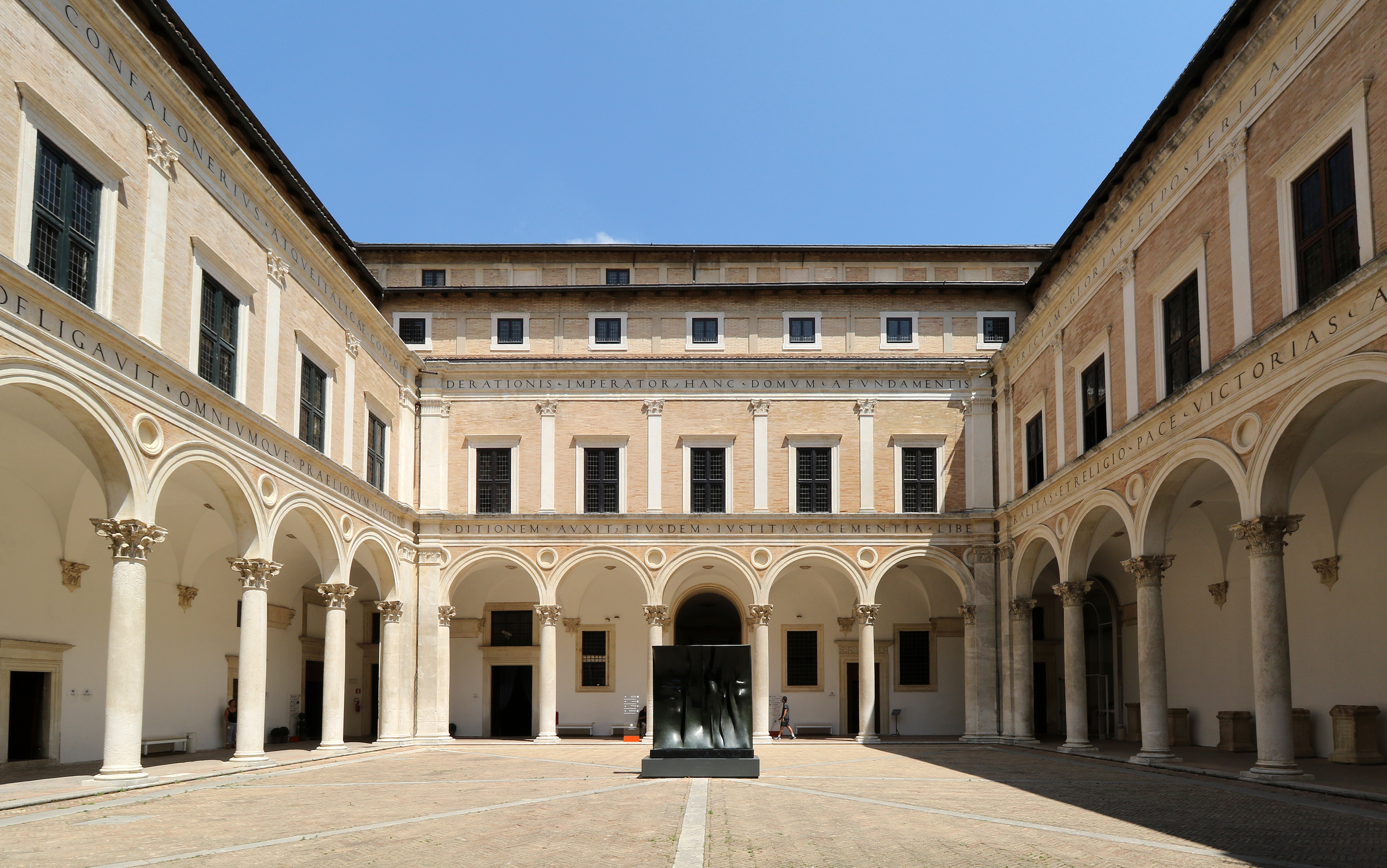
O pátio arcado

Depois da partida de Laurana de Urbino, em 1472, os trabalhos foram continuados por Francesco di Giorgio Martini, que foi, principalmente, responsável pela decoração da fachada. Sob a sua direcção, o milanês Ambrogio Barocci executou as esculturas do portal e das janelas, sendo igualmente o decorador das salas interiores. Nas salas altas e estucadas de forma simples, destacam-se as ricamente esculpidas portas, lareiras e frisos criados por Barocci, por Domenico Rosselli e pelas suas oficinas. Depois da morte do Duque Federico, ocorrida em 1482, a construção foi deixada parcialmente inacabada, sendo somente retomada na primeira metade do século seguinte, quando Girolamo Genga acrescentou o segundo andar e eliminou as ameias de gusto medieval presentes na parte superior do palácio, modificando assim o projecto original.
O Palazzo Ducale é famoso por ter sido escolhido por Baldassare Castiglione como cenário para as conversações descritas no seu livro Il Cortegiano (O Cortesão), representadas como tendo lugar no Salão de Vigílias em 1507.
O palácio foi sede do município de Urbino por todo o século XX, até 1985, acolhendo arquivos e gabinetes municipais. A partir desse ano, depois dum importante e atento trabalho de restauro, passou a ser utilizado como museu, a Galleria Nazionale delle Marche (Galeria Nacional das Marcas), onde se encontram colecções públicas de inscrições e esculturas antigas. Como consequência dessas mesmas obras, a extensa rede de subterrâneos foi reaberta aos visitantes.

## Galleria Nazionale delle Marche

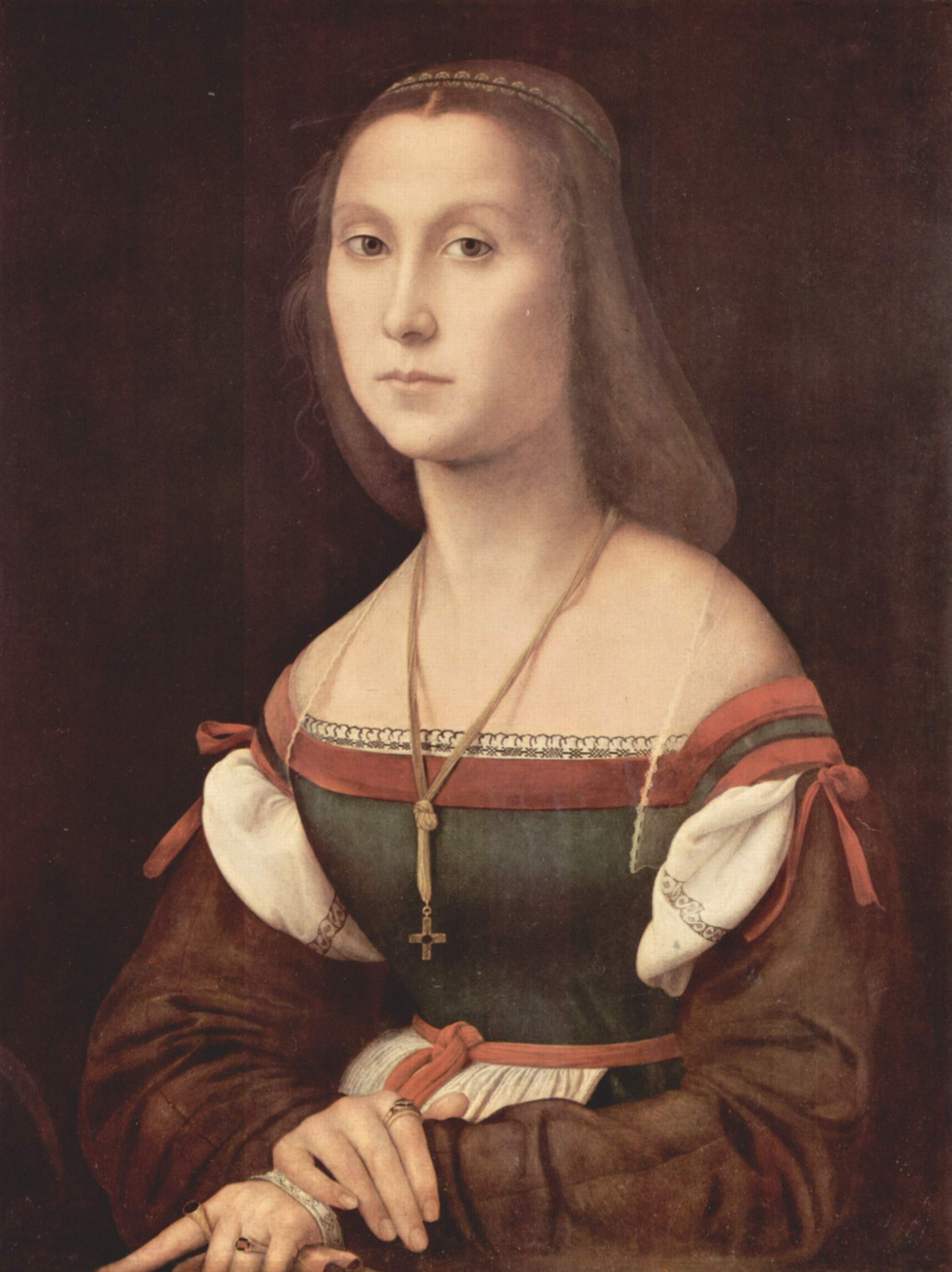
Retrato duma Jovem Mulher (mais conhecido como La Muta), Raphael, 1507-1508, Galleria Nazionale delle Marche

A Galleria Nazionale delle Marche (Galeria Nacional das Marcas) é um dos mais importantes museus da região das Marcas. Ocupa os antigos apartamentos do Palazzo Ducale de Urbino e conserva obras que se encontram entre as mais importantes do Renascimento italiano.

### Apartamento da Jole
Na ala oriental do palácio, formada por sete salas, encontra-se o Apartamento da Jole (Appartamento della Jole).
Nesta secção, entre as obras expostas, encontra-se a alcova de Federico da Montefeltro (por Giovanni da Camerino), raro testemunho de mobiliário quatrocentista.

### Apartamento dos Melaranci
Prosseguindo, entra-se no Apartamento dos Melaranci (Appartamento dei Melaranci): três salas onde estão reunidas obras da Baixa Idade Média, por artistas provenientes, principalmente, da Itália central. Entre estas, encontram-se os polípticos "Senhora com o Menino" (Madonna col bambino) e "Histórias da Vida de Jesus" (Storie della vita di Gesù), ambos por Giovanni Baronzio.

### Apartamento do Duque Federico
Passando o Apartamento dos Hóspedes (Appartamento degli Ospiti), caracterizado por esculturas marquenses em madeira e por estuques representando os brasões dos Montefeltro, chega-se ao Apartamento do Duque Federigo (Appartamento del duca Federico).
Esta é seguramente a parte mais importante da galeria e onde estão situadas as obras mais preciosas do museu.
A sala das audiências contém, entre outras, a "Flagelação" (Flagellazione e a "Nossa Senhora de Senigallia" (Madonna di Senigallia), ambas de Piero della Francesca.
Mais à frente fica o célebre estúdio (studiolo) do Duque Federico, com preciosos estuques na abóbada e revestido, na faixa inferior, a madeira entalhada por Baccio Pontelli segundo desenhos de Sandro Botticelli, Francesco di Giorgio Martini e Donato Bramante
Na Sala dos Anjos (Sala degli Angeli encontra-se, ainda, a Veduta della città ideale (Vista da cidade ideal), por Luciano Laurana.
O Palazzo Ducale apresenta várias salas que reflectem a devoção de Federigo aos estudos humanistas e clássicos e serviam a sua rotina diária, que inclua uma visita ao larário (altar da família) do palácio e leitura de literatura grega. Estes toque aprendidos e explicitamente pagãos eram atípicos num palácio medieval.

#### Studiolo
Um elemento central neste piso é o studiolo (um pequeno estúdio ou gabinete para contemplação), uma sala com apenas 3,60m de comprimento por 3,35m de largira com vista para a cidade de Urbino e em direcão às terras rurais do duque. O seu trabalho de marqueteria belamente executado, rodeando o ocupante da sala num trompe-l'oeil representando estantes, bancos e semi-abertas portas aramadas exibindo objectos simbólicos relacionados com as artes liberais, o que constitui o mais famoso exemplo desta arte italiana de entalhe. Os bancos seguram instrumentos musicais e as prateleiras contêm representações de livros e pautas musicais, instrumentos científicos (incluindo um astrolábio e uma esfera armilar), mobiliário de escritório (incluindo uma escrivaninha e uma ampulheta), armas e armaduras, além de vários outros objectos (por exemplo papagaios em gaiolas e um mazzocchio).
O studiolo também apresenta representações iconográficas de várias pessoas, tanto contemporâneas como históricas. Nos painéis incrustados estão retratadas estátuas de Federigo em traje erudito e a Fé, Esperança e Caridade. Por cima dos painíes estão retratos de grandes autores executados por Joos van Wassenhove (com rectificação de Pedro Berruguete). A disposição é a que se segue:
| Parede norte       | Parede norte    | Parede norte        | Parede norte    |
| ------------------ | --------------- | ------------------- | --------------- |
| Platão             | Aristóteles     | Ptolemeu            | Boécio          |
| São Gregório Magno | São Jerónimo    | Santo Ambrósio      | Santo Agostinho |
| Parede oeste       | Parede oeste    | Parede este         | Parede este     |
| Pietro d’Abano     | Petrarca        | Moisés              | Cícero          |
| Hipócrates         | Dante           | Salomão             | Séneca          |
| janela             | janela          | Tomás de Aquino     | Homero          |
| janela             | janela          | Duns Scotus         | Virgílio        |
| Parede sul         |                 |                     |                 |
| Sisto IV           | Albertus Magnus | Basilio Bessarione  | Pio II          |
| Bartolus           | Sólon           | Vittorino da Feltre | Euclides        |

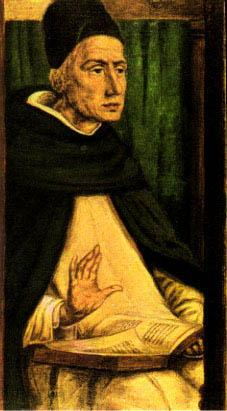
Studiolo: Albertus Magnus, por Joos van Wassenhove, 1475

O registo superior (mostrado nas linhas e colunas exteriores do diagrama) apresenta escritores clássicos e humanistas, em oposição às figuras religiosas (em termos gerais) do registo baixo (interior).

#### Capela da Absolvição e Templos das Musas
Descendo as escadas, a partir do studiolo, encontra-se um par de capelas geminadas, uma cristã e outra pagã. O vestíbulo que conduz a elas enfatiza a sua complementaridade com este dístico elegíaco inscrito:
| Bina vides parvo discrimine iuncta sacella: altera pars musis, altera sacra deo est. | Você vê um par de capelas, reunidas com uma pequena separação: uma parte é sagrada para as musas, a outra sagrada para Deus. |

O Templo das Musas, que deve etr sido usado como studiolo pessoal do filho de Federigo, Guidobaldo da Montefeltro, apresentava originalmente pinturas das musas como "sóbrios músicos", provavelmente obra de Giovanni Santi.

### Apartamento da Duquesa
Passada a Sala das Vigílias (Sala delle Veglie), onde foi ambientado o já citado Libro del Cortegiano, de Baldassarre Castiglione), entra-se no Apartamento da Duquesa (Appartamento della Duchessa), onde se encontram obras quinhentistas como o Ritratto di gentildonna (Retrato de Fidalga) e S.Caterina di Alessandria (Santa Catarina de Alexandria), de Raffaello, ou L'Ultima Cena (A Última Ceia), de Tiziano.

### Apartamento Rovaresco
Entrando no segundo andar, chega-se ao Apartamento Roveresco, assim chamado por ter sido realizado sob Guidobaldo della Rovere.
Estão aqui localizadas obras de Federico Barocci e de outros artistas da primeira metade do século XVII.

### Subterrâneos
Os subterrâneos continham, por sua vez, os ambientes de serviço como a escudaria, as cozinhas, os banhos e as adegas.

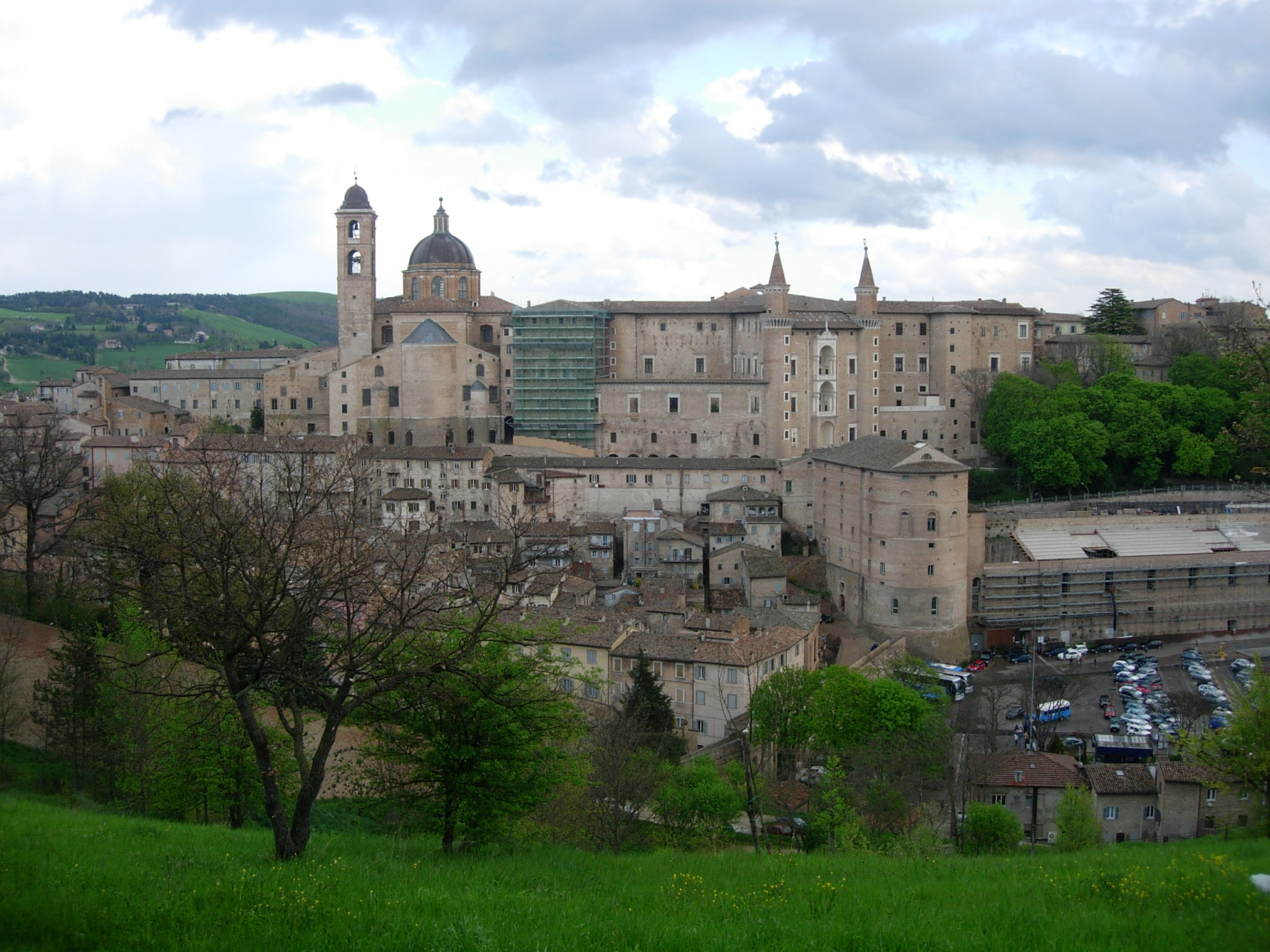
Vista geral do palácio
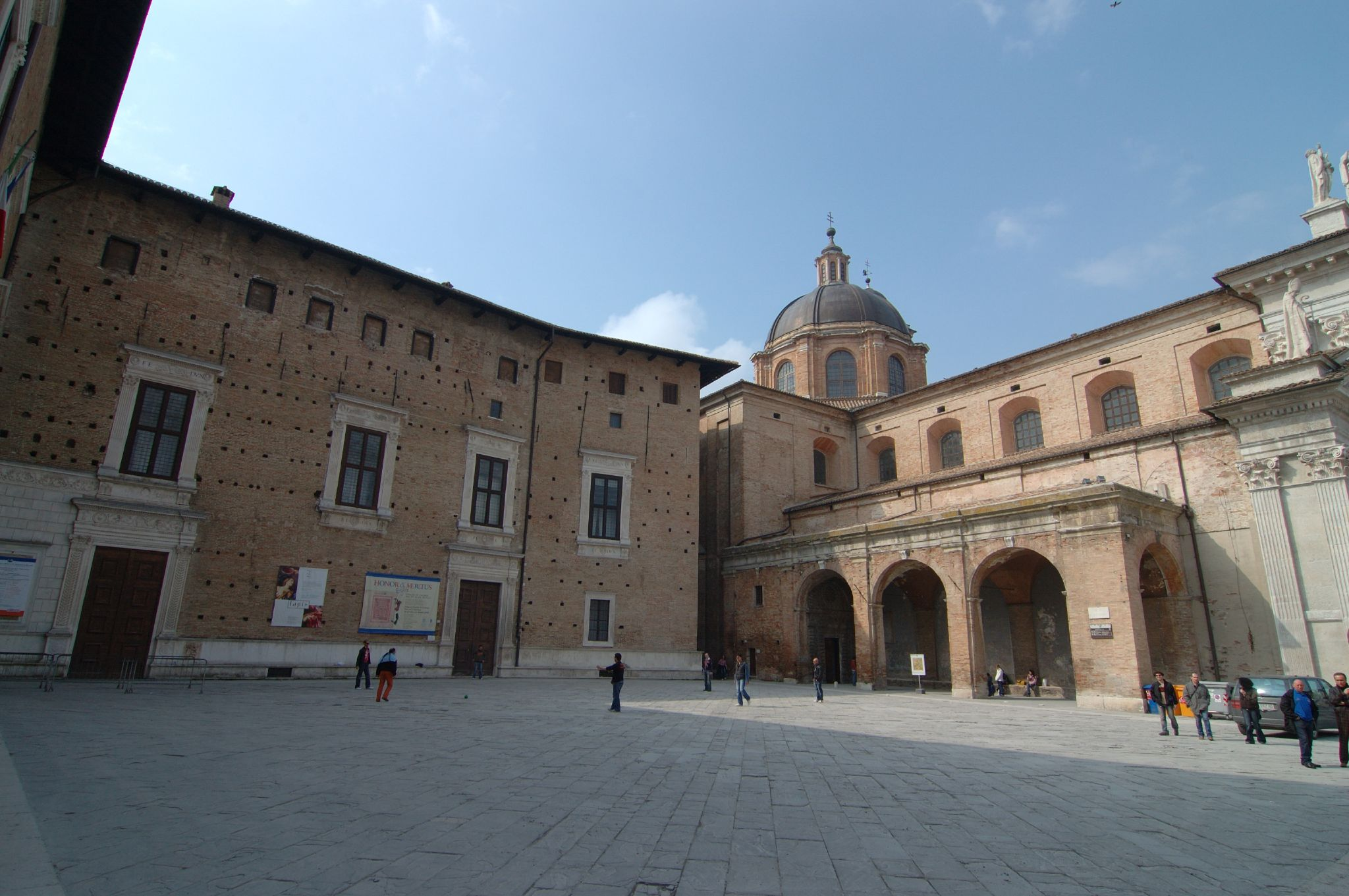
Vista da fachada voltada para a catedral
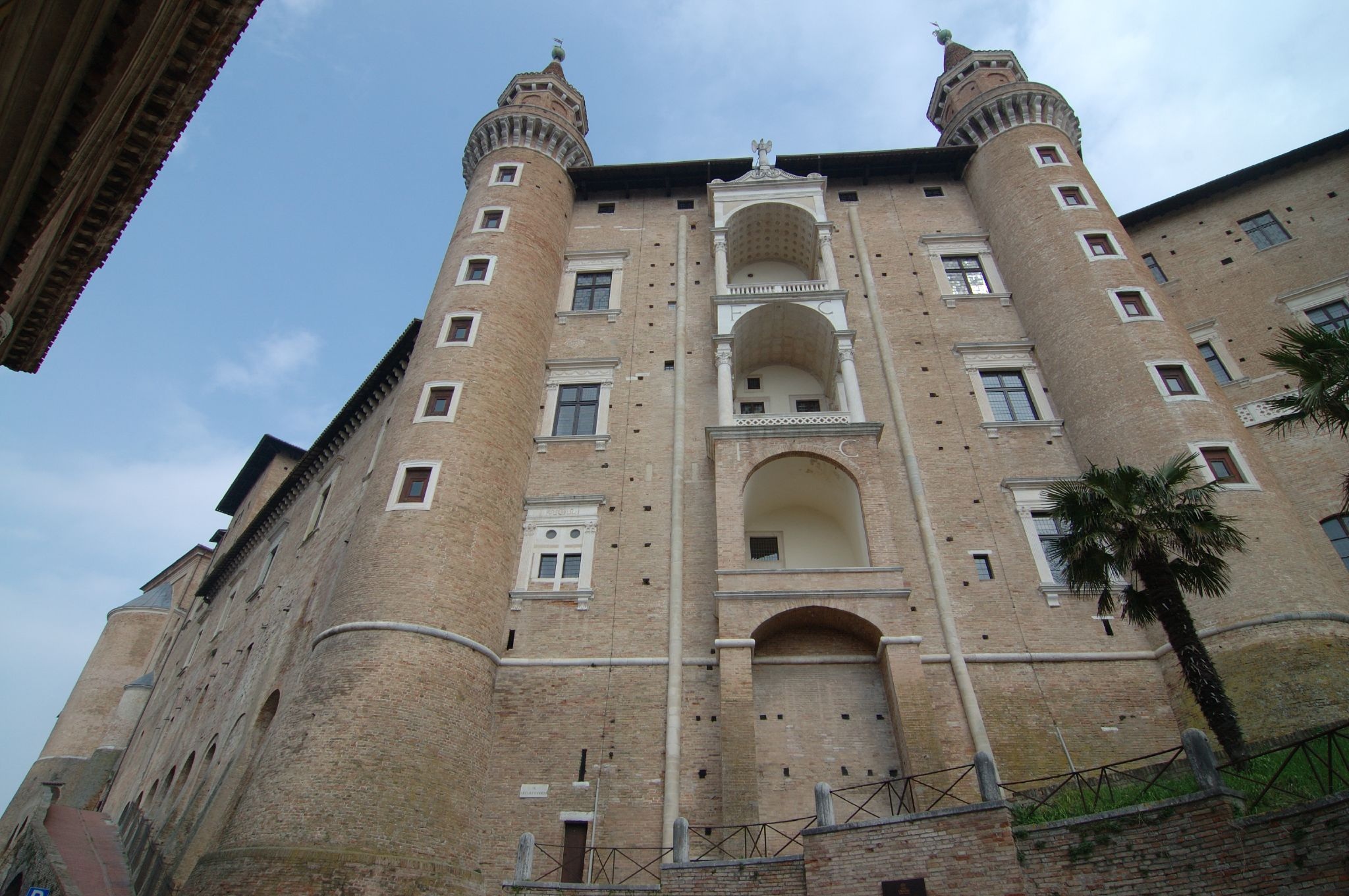
Aspecto da fachada do palácio
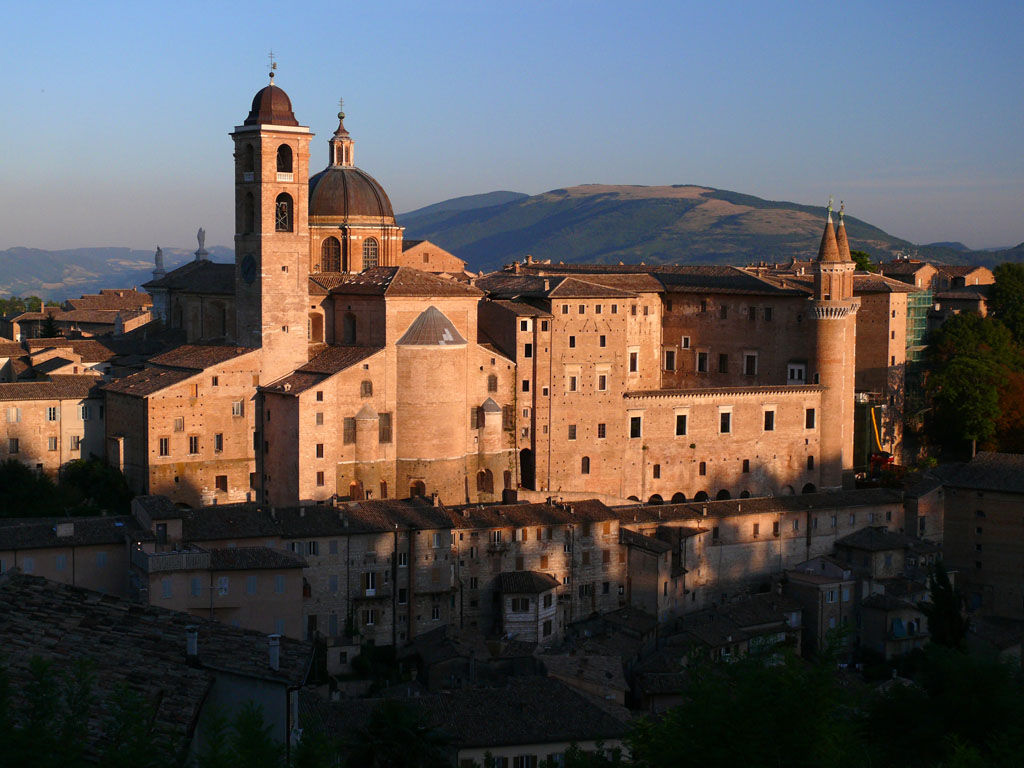
Vista lateral do palácio e catedral